# 路北街道 (台州市)
路北街道，中国浙江省台州市路桥区下辖的一个街道。

## 行政区划
路北街道现辖：
峰西社区、银安社区、松塘村、下宅於村、洋张村、洋洪村、洋叶村、洋官村、南洋村、朱家村、管前村、徐翁村、三角陈村、士岙村、升谷寺村、后蔡村、后范村、前蔡村、赵王村、管淋村、墙里贺村、山马村和三山村。